# Winfield (Kansas)
Winfield – miasto położone w hrabstwie Cowley.